# Scaptomyza scoloplichas
Scaptomyza scoloplichas är en tvåvingeart som beskrevs av Hardy 1965. Scaptomyza scoloplichas ingår i släktet Scaptomyza och familjen daggflugor. Inga underarter finns listade i Catalogue of Life.